# Hans Kirschstein

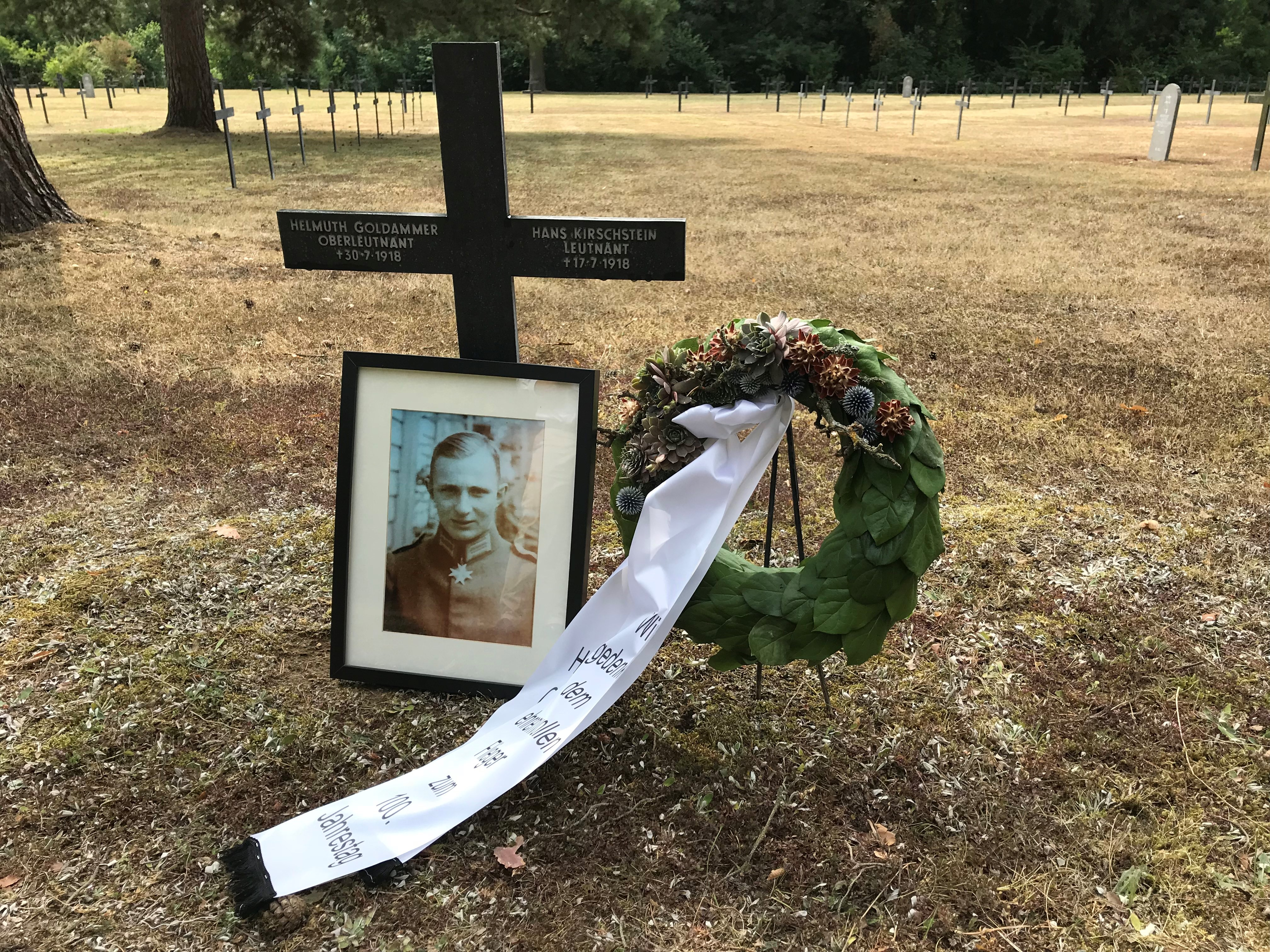

Hans Kirschstein (Coblenza, 5 agosto 1896 – Fismes, 16 luglio 1918) è stato un militare e aviatore tedesco, asso dell'aviazione durante la prima guerra mondiale accreditato di 27 vittorie aeree.

## Biografia
Hans Kirschstein nasce il 5 agosto 1896 a Coblenza, nella provincia prussiana del Reno, figlio del capo del governo provinciale. Ha frequentato prima la scuola a Gummersbach e dal 1907 a Groß-Lichterfelde, oggi quartiere di Berlino. Nell'agosto del 1914 si arruolò nell'esercito tedesco come ingegnere nel 3º Battaglione Pionieri di Prussia "von Rauch" a Spandau. Ha combattuto in Francia e in Galizia; durante quest'ultimo incarico contrae la malaria costringendolo a ritirarsi dal fronte per tornarci nuovamente nel dicembre 1915.

### Il servizio presso l'aviazione
Nel febbraio del 1916 Hans Kirschstein fa domanda per essere trasferito nell'aviazione. Il trasferimento viene concesso nel maggio 1916 e quindi viene inviato presso la scuola di formazione per piloti a Schleissheim. Dopo aver ottenuto l'abilitazione viene inviato nella Flieger Abteilung 19 a bordo di aerei da bombardamento. Le incursioni a cui prende parte sono riportate tra i primi esempi di attacchi aerei nei confronti di carri armati. Per il servizio svolto in questa unità viene decorato con la Croce di Ferro di seconda classe. Nel 1917 ha continuato come pilota di aerei biposto nella Flieger Abteilung 256 prima e nella Flieger Abteilung 3 poi.
Nei primi mesi del 1918 fa domanda per il trasferimento presso i reparti da caccia dell'aviazione tedesca. Dopo un periodo di formazione, il 13 marzo 1918 viene assegnato alla Jagdstaffel 6, diventandone in seguito il leader della squadriglia.
Ha ottenuto la sua prima vittoria aerea il 18 marzo a bordo di un Fokker Dr.I e sempre nel mese di marzo ottiene altre 2 vittorie, entrambe il giorno 27. Ha continuato costantemente ad abbattere aerei nemici arrivando il 15 maggio ad abbatterne 3, un Sopwith Camel e due Bristol F.2b. Alla fine di maggio le sue vittorie aeree sono diventate 16. Inoltre viene decorato con la Croce di Ferro di prima classe.
Nei primi giorni di giugno arrivano nella Jagdstaffel 6 i primi Fokker D.VII. A Kirschstein viene affidato uno dei due nuovi aerei che dipinge con strisce bianche e nere per ottenere una sorta di illusione ottica E cercare così di confondere il nemico. Il suo "vecchio" Fokker Dr.I viene consegnato a Ernst Udet, divenuto poi il pilota tedesco con il più alto numero di vittorie aeree a sopravvivere alla prima guerra mondiale. Hans Kirschstein diventa comandante della squadriglia il 10 giugno e durante questo mese ottiene altre 11 vittorie aeree, con il suo 27º ed ultimo abbattimento registrato il 24 giugno del 1918. Nello stesso giorno riceve la più prestigiosa onorificenza dell'Impero tedesco, il Pour le Mérite.

### La morte
Il 16 luglio, Kirschstein conduce il suo Fokker D.VII per la manutenzione presso un centro di riparazione tedesco nella città di Fismes, accompagnato dal Leutnant Johannes Markgraf, uno dei nuovi piloti arrivati nella squadriglia. Quest'ultimo volava in formazione con Kirschstein a bordo di un biposto Hannover CL.II. Dopo aver lasciato il Fokker, Kirschstein sale sul sedile posteriore dell'Hannover per il viaggio di ritorno. Markgraf, che non conosceva bene il biposto, manda in stallo l'area subito dopo la fase di decollo, a 50 metri dal suolo. L'aereo, fuori controllo, precipita rovinosamente, uccidendo entrambi gli uomini.